# Pterisanthes stonei
Pterisanthes stonei är en vinväxtart som beskrevs av A. Latiff. Pterisanthes stonei ingår i släktet Pterisanthes och familjen vinväxter. Inga underarter finns listade i Catalogue of Life.